# Rasul Douglas
(en) Statistiques sur pro-football-reference
Rasul Douglas, né le 29 août 1995 à East Orange au New Jersey, est un joueur professionnel américain de football américain. 
Il joue au poste de cornerback pour la franchise des Bills de Buffalo dans la National Football League (NFL) depuis la saison 2023.

## Biographie
Éduqué par sa grand-mère dans la ville à haut taux de pauvreté de East Orange, Douglas ne prévoit pas continuer le sport ou son éducation après son secondaire. Cependant, son entraineur le convainc de s'inscrire au Nassau Community College (en) malgré ses difficultés financières. Après avoir mené l'équipe à une saison parfaite (aucune défaite) en 2014, il reçoit des offres de la NCAA et rejoint les Mountaineers de la Virginie-Occidentale. Après deux ans avec l'équipe, il est drafté par les Eagles de Philadelphie à la fin du troisième tour de la draft de 2017. Les Eagles avait déjà drafté un cornerback le tour précédent avec Sidney Jones (en). Cependant, après trois saisons avec l'équipe donc l'une se terminant avec un Super Bowl, il est licencié par les Eagles à la fin du camp d'entrainement de la saison 2020 en compagnie de Jones et Shareef Miller (en) après avoir montré des difficultés à s'établir comme titulaire.
Douglas signe avec les Panthers de la Caroline en compagnie de Miller. Il ne passe cependant qu'une saison avec l'équipe avant que son contrat expire sans être reconduit. Il passe alors par plusieurs équipes sans jamais devenir titulaire. Il passe une entre-saison avec les Raiders de Las Vegas avant d'être licencié avant la saison, puis il rejoint l'équipe d'entraînement des Texans de Houston puis des Cardinals de l'Arizona. Il est alors signé par les Packers de Green Bay et, lors de son troisième match avec l'équipe, il affronte les Cardinals et effectue une interception sur le quarterback Kyler Murray alors qu'il couvrait A. J. Green pour donner la victoire aux Packers contre son ancienne équipe. S'étant établi comme titulaire pour les Packers, il signe un extension de contrat de trois ans le 19 mars 2022.
À la date limite des transactions de la saison 2023, Douglas est échangé en compagnie d'un choix de cinquième tour aux Bills de Buffalo contre un choix de troisième tour. Il forme alors un duo efficace avec Christian Benford.